# Hideaki Yamanobe
Hideaki Yamanobe (jap. 山野辺 英明, Yamanobe Hideaki; * 21. August 1964 in der Präfektur Tokio, Japan) ist ein japanischer Maler und Grafiker.

## Leben
Hideaki Yamanobe studierte von 1985 bis 1991 Malerei an der Universität der Künste Tokio. Als Stipendiat der Asahi-Kunststiftung Tokio war es ihm möglich, von 1991 bis 1993 in Deutschland zu studieren. Nach einem kurzen Aufenthalt in München arbeitet er insgesamt 8 Jahre in Freiburg im Breisgau. Zwischenzeitlich studiert er von 1993 bis 1994 Druckgrafik an der Schule für Gestaltung Basel. Gast Professor(Einzelaufnahme) / Kyoto University of the Art, Tohoku University Art and Design.
Hideaki Yamanobe lebt und arbeitet in Köln, Düsseldorf und Tokio.

## Ausstellungen (Auswahl)
- 1997 „Experimentelle 9“, Schloss Randegg, Randegg
- 1998 Skulpturen Projekt „Akzent 7“ im Stadtgarten, Freiburg im Breisgau
- 1999 „Klangassoziationen“, Galerie Friedrich Müller, Frankfurt am Main
- 2000 Szenenbilder (Projektionen) zur Oper Das Mädchen mit den Schwefelhölzern von Helmut Lachenmann, Tokio Symphonieorchester, Suntory Hall, Tokio
- 2002 Salzburger Festspiele, Szenenbilder (Projektionen) zur Oper Das Mädchen mit den Schwefelhölzern, SWR Symphonieorchester, Felsenreitschule, Salzburg
- 2003 Die Neue Kunsthalle II, „natürlich-körperlich-sinnlich“, Kunsthalle Mannheim, Mannheim
- 2004 Die Neue Kunsthalle III, „materiell-immateriell“, Kunsthalle Mannheim, Mannheim
- 2005 „D/J Brand – The burning point of the artists who studied in Germany“, The University Art Museum, Tokio
- 2007 „Klangformen“, Kölnisches Stadtmuseum Zündorfer Wehrturm, Köln-Porz / „Stratus“, Galerie Friedrich Müller, Frankfurt am Main
- 2008 „Hideaki Yamanobe“, Kunstverein Leverkusen Schloß Morsbroich e.V., Leverkusen / „White-Grey“, Kunstraum 21, Köln / „White and Black“, Galerie Jos Art, Amsterdam
- 2009 „SENSAI, Weiß – die Reinheit der Form in der japanischen Kunst“, Residenzgalerie Salzburg, Salzburg
- 2010 „Die Farbe Weiß“, Kunstverein Nördlingen, Nördlingen
- 2011 „Benefizauktion – Künstler helfen Künstler, Japan nach dem Tsunami“, Museum Angewandte Kunst, Frankfurt am Main
- 2013 „Die Fülle der Leere“, Marburger Kunstverein, Marburg / „Two Feelings“, Galerie Florian Trampler, München / „Schwarz-Weiß“, Artheta Galerie Rosengarten, Mannheim / Galerie Ruhnke, Potsdam
- 2014 „Lands Parency“, Galerie Dittmar, Berlin / Quador ART Dornbirn, Österreich
- 2016 „Tokyo 1.0“, Galerie Biesenbach, Köln / „Arbeiten auf Papier und Nessel“, Galerie Friedrich Müller – Japan Art, Frankfurt am Main
- 2017 „NATUR(EN)“, Neuer Kunstverein Gießen, Gießen / Bildprojektionen zum Konzert und Ausstellung im Foyer „Matthias Pintschers Universum“, Lucerne Festival Alumni, Elbphilharmonie, Hamburg
- 2021 "Light on Bright", Podium Kunst – Stadtmuseum Schramberg
- 2022 Kammerspiel: Die Sammlung Gabriele Rauschning, Museum für Neue Kunst, Freiburg (26. November 2022 – 14. Mai 2023)
- 2023 Bildprojektion und Abbildungen im Programmheft, Boulez Ensemble, musikalische Leitung: Matthias Pintscher, Pierre Boulez Saal, Berlin  Cassina Aoyama, OGATA Paris, Paris  „Art Proposal Vol.20“, Tokyo  Städtische Galerie St. Andrä, Österreich